# 13/13/13
Série
12/12/12
(2012)
Pour plus de détails, voir Fiche technique et Distribution.
13/13/13 est un film d'horreur américain, écrit et réalisé par James Cullen Bressack pour The Asylum, sorti en 2013,,,. Il met en vedette Trae Ireland, Erin Coker, Jody Barton, Jared Cohn, Calico Cooper et Jessica Cameron.

## Synopsis
Pendant mille ans, l’humanité a ajouté un jour au calendrier tous les quatre ans. Ce faisant, il a violé l’interprétation de l’humanité de la prédiction du calendrier maya selon laquelle le monde se terminerait en 2012. Le 13e jour du 13e mois du nouveau millénaire, les survivants affrontent un monde de démons. Le 13/13/13, toute la race humaine (à l’exception de ceux nés une année bissextile) devient folle. Ceux qui sont nés une année bissextile sont obligés de combattre les démons.

## Distribution
- Trae Ireland : Jack
- Erin Coker : Candace
- Jody Barton : Quentin
- Jared Cohn : Alex
- Calico Cooper : Marcy
- Jessica Cameron : la réceptionniste
- J. Scott : Joe
- Bill Voorhees : Trevor
- Tiffany Martinez : Kendra
- Greg Depetro : Docteur Palumbo
- John Andrew Vaas : Docteur Pappas
- Jackie Bressack : Meredith
- David Brite : le docteur Gurney
- Buz Wallick : Chet Cheney, présentateur du journal télévisé
- Veronica Ricci : la présentatrice du journal télévisé
- Jack Ricardo Miller : l’agent de sécurité
- Cory Jacob : la victime de brûlures
- Mildraide Lazarre : la femme folle
- Tim Lott : le voisin fou
- Kori Agee : Background Crazy

## Accueil

### Réception critique
Fangoria a critiqué le film, notant que The Asylum a pris une pause de son habitude de monstres surdimensionnés pour présenter ce film « dépourvu de toute créature qui s’essaie plutôt au suspense - et laisse finalement espérer plus d’histoires de requins ». Le réalisateur James Cullen Bressack a présenté sa vision surnaturelle de The Crazies mais, étant financé par The Asylum, cela signifiait « un petit budget, un calendrier de tournage court et un manque de talents de qualité », aboutissant en un film qui n’a pas réussi à présenter une histoire convaincante. Les dialogues ont été considérés comme « provoquant des gémissements » et la partition « râlante ». L’histoire avait des personnages qui devenaient « dingues » et le film a été affaibli par le simple fait de passer « trop de temps à montrer des gens assis et riant les uns des autres ». Ajoutez le personnage principal joué par Trae Ireland, Jack, qui offre une « histoire inutile au mauvais moment, et vous avez un film où tout le monde devient fou, mais peut-être pas plus que le spectateur ». Ils ont proposé que le film ait manqué sa cible. « La photographie, l’audio et le montage sont tous incohérents, bien qu’ils soient ce que l’on pourrait attendre d’un film dont l’image de couverture du DVD n’apparaît jamais dans le film lui-même. Fait intéressant sur le calendrier maya : à la date du 13/13/13, il n’y aura pas de correction des couleurs. Les caractéristiques spéciales peu impressionnantes comprennent un segment de making-of, une bobine de gags et quelques bandes-annonces », et a conclu « 13/13/13 est un effort qui offre très peu de valeur. Si seulement les Mayas avaient pu voir cela venir, ils auraient peut-être ajusté leur calendrier en conséquence ».
Starburst Magazine a noté que malgré la solide expérience de Bressack dans le cinéma, 13/13/13 « est un mauvais film. C’est un film mal conçu et mal jugé qui repose entièrement sur des tactiques de choc décevantes et fastidieuses pour susciter une réponse cohérente de son public ».
Au contraire, Ain’t It Cool News a estimé que malgré certaines faiblesses, le film contenait suffisamment de surprises attendues pour valoir la peine d’être regardé, écrivant « l’une des choses qui rend les films de Bressack attrayants pour moi est le niveau personnel où il n’a pas peur de s’aventurer . » Le film contient « quelques scènes très efficaces, impliquant principalement des enfants qui sont soit pris dans la mêlée, soit affectés par la maladie, mais pour la plupart, il ne sonde pas les profondeurs auxquelles les autres films de Bressack osent aller ».

## Distinctions
En 2014, le film a remporté le prix du meilleur réalisateur pour James Cullen Bressack à Underground Monster Carnival.